# Symfonie nr. 21 (Hovhaness)
De Edzjmiatsinsymfonie is de 21e symfonie van Alan Hovhaness. De symfonie behandelt Edzjmiatsin als het religieuze centrum van Armenië.
De componist greep met deze symfonie terug op zijn zogenaamde Armeense periode, waarbij bijna al zijn werken een Armeense hoofdtitel kregen; in dit geval is dat niet anders. Het verzoek tot deze religieuze symfonie kwam van de Armeniër Haik Kavookjan ter ere van Vasken I, een soort aartsbisschop van Armenië.
De symfonie bestaat uit drie delen die zonder pauze gespeeld worden. Deel 1 (andante maestoso) bevat puur religieuze statige muziek. Deel 2 (pavana) is een statige dans. Deel 3 (introductie, largo en maestoso) bestaat uit drie secties, een muzikale weergaven van de berg Ararat, een optochtachtige sectie om ten slotte door aankondiging van de klokken over te gaan in een weergave van de strijd van de priesters van Edjzmiatsin, die ondanks herhaaldelijke oproepen weigerden hun kerk te verlaten en zo de Armeense militairen dwong zich niet over te geven en verder te strijden.
De symfonie heeft een afwijkende orkestratie:
- 0 dwarsfluiten, 0 hobo’s, 0 klarinetten, 0 fagotten,
- 0 hoorns, 2 trompetten, 0 trombones, 0 tuba
- 1 stel pauken, percussie
- violen, altviolen, celli, contrabassen

Andere werken van deze componist betreffende Edzjmiatsin zijn zijn opera onder deze titel en The Prayer of Saint Gregory.

## Discografie
- Uitgave Crystal Records (voorheen Poseidon): de componist met het Royal Philharmonic Orchestra (1971)